# Cynomops planirostris
Cynomops planirostris is een zoogdier uit de familie van de bulvleermuizen (Molossidae). De wetenschappelijke naam van de soort werd voor het eerst geldig gepubliceerd door Peters in 1865.